# イサキオス・コムネノス (アレクシオス1世の子)
イサキオス・コムネノス (ギリシア語: Ἰσαάκιος Κομνηνός, Isaakios Komnēnos; 1093年1月16日 – 1152年以降) は、コムネノス朝期のビザンツ帝国の皇族。ビザンツ皇帝アレクシオス1世コムネノスと皇后エイレーネー・ドゥーカイナの三男である。兄ヨハネス2世コムネノスの帝位継承に貢献し、セバストクラトルの位を与えられたが、後に離反してみずから帝位を狙った。
1130年、ヨハネス2世から帝位を簒奪する陰謀を企てて失敗し、息子たちとともに帝国外へ亡命した。数年にわたって小アジアやレバントを巡り、各地の領主たちの支持を集めて巻き返しを図ったが、実を結ばなかった。ヨハネス2世が軍事的成功を重ねて確固たる地位を築いた結果、イサキオスは1138年に兄と和解し帰国したが、帝位への野望は捨てきっていなかった。翌1139年、息子ヨハネスがルーム・セルジューク朝へ亡命したのに連座し、ヘラクレア・ポンティカへ追放された。1143年にヨハネス2世が死去した後の継承危機では、ヨハネス2世の子イサキオスを支援したが失敗に終わり、その弟マヌエル1世コムネノスが即位した。
1150年、病で弱ったのを機に、マヌエル1世により政界から引退させられた。その後はベラ（現フェレス）で救世生神女修道院建設に勤しみ、没後そこに葬られた。
深い学識を持ち、また学問を保護したことで知られ、当時の多数の学術書や詩の作者がイサキオスであろうと考えられている。またコンスタンティノープルでコーラ教会を再建したことでも有名で、ここには献呈図として彼自身が描かれたモザイク画が現存している。

## 生涯

### 前半生
1093年1月16日、イサキオス・コムネノスはビザンツ皇帝アレクシオス1世コムネノス （在位: 1081年 - 1118年）と皇后エイレーネー・ドゥーカイナの5番目の子（男子では3番目）として生まれた。父が皇帝に即位してから生まれた子であることから、イサキオスは「真のポルフュロゲネトス（緋色の生まれの皇子）」であり、生涯にわたってこの名誉ある称号とともに言及されることとなった。
1104年、叔父（父アレクシオス1世の妹エウドキア・コムネナの夫）ニケフォロス・メリセノスが死去すると、アレクシオス1世は空位となったカイサルの位をイサキオスに与えた。1118年、アレクシオス1世が死去した際、長男（イサキオスの長兄）ヨハネス2世コムネノス（在位: 1118年 - 1143年）が即位したが、皇太后エイレーネ―と長姉アンナ・コムネナが、ヨハネス2世を廃してアンナの夫ニケフォロス・ブリュエンニオスを推戴しようとした。この継承危機において、イサキオスは兄ヨハネス2世を支持してその勝利に貢献し、見返りにセバストクラトルへ出世した。なおこの位は、次兄アンドロニコスがすでに就いていた。もともとこのセバストクラトルという称号は、アレクシオス1世が創設して実兄イサキオスに与えたもので、ほぼ皇帝と同等にあたるものとされていた。ただこの後も、イサキオス自身が記したり彼の支援で制作された文書や物品などでは、彼は「セバストクラトル」ではなく「ポルフュロゲネトス」の称号を名に添えている例がほとんどである。また当時そのような名前の記載には当代の皇帝の名を付記することが多いが、それに反してイサキオスの場合は明らかに父アレクシオス1世の名を付記させることが多かった。こうした自身の血統に執着するようなやり方は、彼が正統性を確保し帝位への野望を実現するための道具として、意図的に選んだものであったと考えられている。

### 亡命と放浪

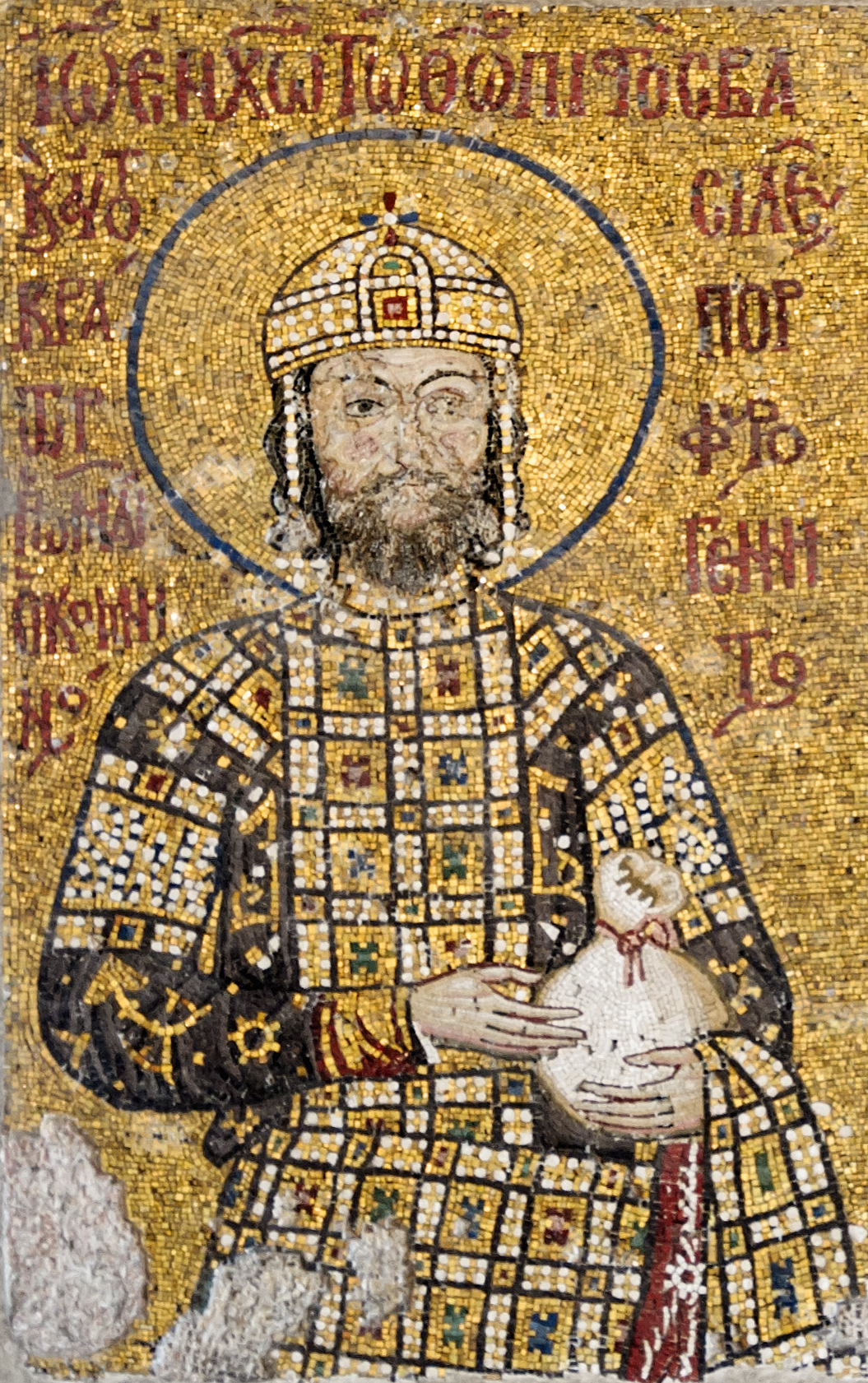
ヨハネス2世コムネノス

当初イサキオスとヨハネス2世の関係は親密であったが、1130年までには疎遠になっていた。こうした変化が起きた理由は、史書には明確に記されていない。ニケタス・コニアテスやヨハネス・キンナモスは、単にイサキオスが帝位を狙い始めたと書くのみである。1122年にヨハネス2世が長男アレクシオスを共同皇帝に任じ、イサキオスの相対的地位を脅かしはじめたことが関係している可能性も指摘されている。1130年、ヨハネス2世が対ルーム・セルジューク朝遠征にでてコンスタンティノープルを空にしている隙に、イサキオスは帝位を狙う陰謀を企てた。これは露見し失敗に終わったが、イサキオスは2人の息子を連れてコンスタンティノープルを脱出し、メリテネのダニシュメンド朝のガーズィー（在位: 1104年 - 1134年）の宮廷へ身を寄せた。
イサキオスの亡命生活は6年に及んだ。その間、彼は小アジアやレバントを広くまわり、キリスト教徒かムスリムかを問わず、再起し兄と戦うための同盟相手を募った。この頃のイサキオスの動向を知るには、コニアテス、宮廷詩人テオドロス・プロドロモス、シリア正教会総主教で年代記者でもあったシリアのミカエル によるところが大きい。まずイサキオスは、メリテネからトレビゾンドへ赴いた。ここでは1126年にビザンツ帝国の総督コンスタンティノス・ガブラスが帝国に反旗を翻して以降、独立勢力としてカルディア一帯を支配していた 。シリアのミカエルによれば、イサキオスは1130年から1131年にかけての冬に再度ガブラスと会い、イサキオス、ガブラス、ダニシュメンド朝のガーズィー、ルーム・セルジューク朝のマスウード1世（在位: 1116年 - 1156年）という4勢力の大同盟が成立した。さらにイサキオスは、キリキア・アルメニア侯国へ行ってレヴォン1世を同盟に引き込もうとした。当初イサキオスらは歓待され、長男ヨハネスがレヴォン1世の娘と結婚し、持参金としてイサキオス父子にモプスエスティアとアダナの街が贈られるまでになった。しかし間もなくイサキオス父子はレヴォン1世とも不仲になり、キリキアの領地を手放してマスウード1世の宮廷へ逃れた。
シリアのミカエルによれば、イサキオスの策動を知って激怒したヨハネス2世は、1132年に対トルコ人・アルメニア人遠征に出て、黒海沿いの砦を二つ征服した。しかしこの間にコンスタンティノープルでイサキオス派がクーデターを起こそうとしたため、ヨハネス2世は途中で遠征を切り上げ帰還した。コンスタンティノープルの陰謀は鎮められたものの、ルーム・セルジューク朝はこれに乗じてビザンツ領へ逆侵攻して荒らしまわり、ズィニンとソゾポリスという2つの砦を脅かした。これ以降、イサキオスの名はシリアのミカエルの文献で言及されなくなる。この間、イサキオスは聖地へ巡礼の旅に出て、ヨルダン川に近い洗礼者ヨハネ修道院に用水路新設のための寄付をしている。歴史家のコンスタンティノス・ヴァルゾスは、このイサキオスの旅について、史料には記載されていないもののエルサレム王フルク（在位: 1131年 - 1143年）の支援を求めに行った可能性もあると推測している。

### ビザンツ帝国への帰参
こうした努力にもかかわらず、イサキオスの対ヨハネス2世包囲網は実力を伴った具現化にいたらず、対するヨハネス2世の帝国内における地位は固まっていくばかりであった。ヨハネス2世の度重なる軍事的成功、特に1137年から1138年にかけてのシリア遠征でアンティオキア公国を属国化する成果を挙げたことは、ビザンツ貴族、官僚、民衆からの支持を確固たるものとした。帝国内のイサキオス派も、次々とヨハネス2世側へ寝返っていった。結果的にイサキオスはヨハネス2世との和解の道を探らざるを得なくなった。1138年春、イサキオスは長男ヨハネスとともに、アンティオキアからの帰途についていた皇帝軍を訪ねた。ヨハネス2世はすぐにイサキオスを許し、彼をコンスタンティノープルへ連れ帰った。コニアテスによれば、ヨハネス2世は弟との和解をみずからの戦勝以上に喜んでいた。ところが翌1139年、息子ヨハネスがトルコ人のもとへ亡命した。同時に、あるいは間もなく、イサキオスは念のためヘラクレア・ポンティカへ追放された。

### マヌエル1世継承危機
1143年4月、ヨハネス2世が死去した。彼は直前に、四男で末子のマヌエル（1世）を次の皇帝に指名していた。ただこの時、三男でマヌエルの兄にあたるイサキオスも存命であり、マヌエルの皇位継承は必ずしも確実とは言えなかった。この継承危機において、先帝の弟であるイサキオスは、同名の甥イサキオスを支持した。しかしヨハネス2世の最側近だったメガス・ドメスティコス（帝国軍総司令官）ヨハネス・アクスークの介入が決定打となり、この争いはマヌエル1世が勝者となった。当時へラクレアで比較的快適な生活を送っていたイサキオスは、アクスークの命令で投獄された。ただマヌエル1世はすぐに自身の地位の安泰さに自信を持ったようで、間もなく叔父イサキオスと兄イサキオスを解放した。2人のイサキオスは、1143年11月28日に行われたマヌエル1世の戴冠式にも参列した。ただここにいたっても、叔父イサキオスは野望を捨てきっていなかった。同時代のヨハネス・キンナモスによれば、1146年に初めてマヌエル1世が対トルコ人遠征に出た際、陣中でヨハネス1世が敵中へ突撃し敵に包囲されたという噂が流れると、イサキオスはすぐさま皇帝の天幕に駆け付け、万一マヌエル1世が戦死したとなればすぐさま自分が帝位継承を宣言できるよう準備していたという。

### 晩年

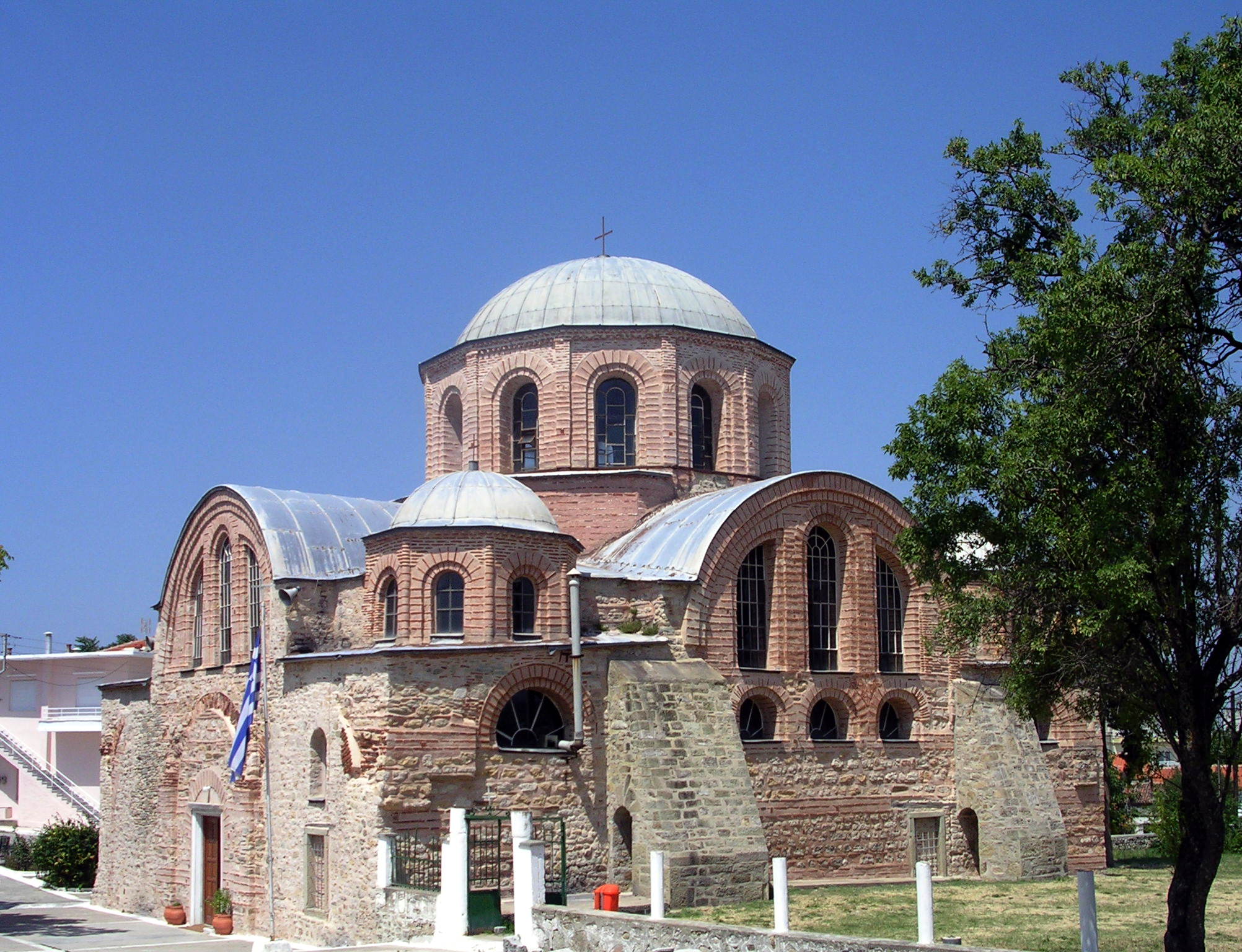
救世生神女修道院のカトリコン

1150年以降、イサキオスはマヌエル1世に政治の表舞台から引退させられた。おそらくこれは、この時期に初めて言及されているようにイサキオスが慢性的な病を患ったことと関係している。イサキオスはトラキアにあった自身の領地へ引き下がり、1151/52年にベラ（現フェレス）で救世生神女修道院を建立した。イサキオスはこの修道院を自身の隠棲・埋葬先として、その建設に相当な時間と労力を注ぎ込んだ。病が重くなってからも彼はほぼ毎日現場を訪れて建設作業を監督し、1152年にはみずから修道院の綿密な規定を定めるティピコン（奉事例）を執筆し、アイノスにあった自身の領地を含むかなりの財産を修道院運営のための助成にあてた。このティピコンは、イサキオスが自分の死後の家政を取り決めた遺言書のような面もあった。侍従長レオーン・カスタモニテス、主事ミカエル、献酌官（ピンケルネス）コンスタンティノス、司祭・財務官（プロトヴェスティアリオス）コンスタンティノス、その他家族や召使などの名が見られる。その中には、キリスト教から改宗し、イサキオスが自分の両親の名を洗礼名として与えた改宗ユダヤ人夫婦もいた。このティピコンを書いて間もなく、イサキオスは死去した。

## 業績
イサキオスは自身が学者であり、また学問や芸術のパトロンでもあり、治世を戦争に捧げた兄ヨハネス2世とは対照的だった。救世生神女修道院の他にも、イサキオスはコンスタンティノープル・アウレリアナエ区の聖ステファノス修道院を改修し、後に救世生神女修道院に付属させて、そこからコンスタンティノープルを訪れる修道僧たちのための宿舎とした。
1120年頃、イサキオスはコーラ教会を再建した。これはもともと母方の祖母マリア・ドゥーカイナが修復したものだった。イサキオス没後、当初はこの教会に葬られ、後に救世生神女修道院へ改葬された。コーラ教会には、イサキオスを描いたものと確実視されている現存唯一のモザイク画（デイシス）がある。この絵は14世紀前半にテオドロス・メトキテスが教会を修復した際のものであるが、以前のイサキオスによる再建時に描かれたものを忠実に再現したものだとされている。歴史家のKallirroe Linardatouの解説によれば、このモザイク画におけるイサキオスは、一般的なセバストクラトルの単純な一重冠よりも豪華で複雑な冠を被っており、意図的に皇帝の冠を想起させるようになっている。その他、救世生神女修道院のティピコンやイサキオスのためにつくられたエピグラフからも読み取れる通り、イサキオスは数多くのイコンを発注した。
宮廷詩人テオドロス・プロドロモスは、イサキオスへのエンコミウム（賛辞）や追悼のヘクサメトロスの中で、イサキオスの博識さや才能を褒めたたえている。いわゆる『トプカプ八書』に収められている、アリステアス書簡を十五音節詩にした作品は、イサキオスの作である。またイサキオスは、この豪華な写本自体の制作を後押ししたパトロンであった可能性が高い。ティピコンの中でイサキオスは自作の詩を本にまとめたと述べており、後世ではホメロスの注釈書を2冊著した著述家「ポルフュロゲネトスのイサキオス・コムネノス」と同一視されることもある。

## 家族と子孫
イサキオス・コムネノスは1110年ごろにエイレーネーという名の女性と結婚した。スラヴの『原書年代記』に、ルーシの公ヴォロダリ・ロスチスラヴィチの娘が「皇帝アレクシオスの子」と結婚したという記述があり、これがイサキオスの妻エイレーネーであるとする説と、グルジア王ダヴィト4世（在位: 1089年 - 1125年）の娘カタと同一人物であるとする説がある。イサキオスとエイレーネーの間には4人の子が生まれた。
1. ヨハネス (1112年ごろ生)：ツェレペス（トルコ人の称号チェレビ（英語版）に由来）とも。父イサキオスの亡命に帯同し、キリキア・アルメニア侯レヴォン1世（英語版）の娘と結婚した。一度ビザンツ帝国へ帰参した後、1139年にルーム・セルジューク朝へ出奔してイスラームに改宗した。首都イコニオンに居を構えて、スルタンのマスウード1世の娘と再婚した[44]。
2. 娘 (1114年ごろ生)：おそらく名はマリア。軍人のヨセフス・ブリュエンニオスと結婚した[45]。
3. アンナ（ブルガリア語版） (1116年ごろ生)：廷臣・外交官のヨハネス・アルバンテノスと結婚した[46]。
4. アンドロニコス (1118年ごろ – 1185年)：アンドロニコス1世コムネノス (在位: 1183年 - 1185年)としてビザンツ皇帝に即位[47]。

また他に、養子コンスタンティノスがいた。彼は「コスティンツェス」という指小辞の名で知られていた。
イサキオスの帝位に対する野望、キンナモスの言葉によれば「祖先から受け継ぎ己の子らに受け継ぐ」欲望は、次男アンドロニコス1世コムネノスによって実現した。アンドロニコス1世はカリスマ性があり有能だが、粗野で暴力的な人物だった。マヌエル1世の死後、皇后であるアンティオキアのマリアが摂政となったが、1182年にアンドロニコス（1世）が彼女を失脚させ殺害、さらに翌1183年にマヌエル1世とマリアの子アレクシオス2世コムネノス（在位: 1180年 - 1183年）を廃位・殺害して、みずから帝位に就いた。彼は様々な大改革に着手したが、貴族たちの反感を買い、1185年のノルマン人の侵攻に乗じて廃位・殺害された。これにより、ビザンツ帝国におけるコムネノス朝は終焉した。
1204年に第4回十字軍によってビザンツ帝国が滅亡した際、アンドロニコス1世の長男マヌエル・コムネノスの子アレクシオス（1世）が大コムネノス家を称してトレビゾンド帝国を建国し、以後1461年にオスマン帝国の侵攻をうけ滅亡するまで子孫が統治した。
一方イサキオスの長男ヨハネス・ツェレペス・コムネノスについて、ルーム・セルジューク朝亡命後に生まれた子の子孫がオスマン家となりオスマン帝国を建てたという伝承があるが、近代以降の学者たちは後世の創作だと考えている。